# Model Michigan
Model Michigan (tzw. matching model)– jeden z modeli zarządzania zasobami ludzkimi, koncepcja opracowana na Uniwersytecie Michigan w USA.
Powstanie modelu Michigan było efektem prac grupy badaczy, która opracowała koncepcję strategicznego zarządzania zasobami ludzkimi, integrującą zarządzanie zasobami ludzkimi ze strategią przedsiębiorstwa i jego strukturą organizacyjną. Nadrzędną rolę przyznano w tej koncepcji strategii przedsiębiorstwa, traktując strukturę organizacyjną i zarządzanie zasobami ludzkimi jako wynikające ze strategii, co w późniejszym okresie stało się przedmiotem krytyki jako zbyt jednostronne tych relacji.
W modelu Michigan wyróżniono cztery funkcje zarządzania zasobami ludzkimi:
- dobór pracowników (selection),
- ocenianie efektów pracy (appraisal),
- nagradzanie pracowników (reward),
- rozwój pracowników (development).

Wymienione składniki systemu zarządzania zasobami ludzkimi, wzajemnie połączone tworzą cykl (proces) zasobów ludzkich. Zakładano przy tym, że odpowiednie ukształtowanie poszczególnych elementów cyklu umożliwia skuteczne oddziaływanie zachowania pracowników, które prowadzą do osiągnięcia celów odnoszących się do efektywności (performance). Ponadto są one traktowane jako istotne na każdym poziomie zarządzania, tj. strategicznym, taktycznym i operacyjnym, przy czym priorytet przyznaje się aspektowi strategicznemu zarządzania zasobami ludzkimi, jednak ograniczając jego rolę instrumentu implementacji strategii, a nie jej tworzenia.
Model Michigan koncentruje się na pojęciu „zasoby”. Przyjmuje on, że ludźmi należy zarządzać tak, jak wszelkimi innymi zasobami. Powinni oni być pozyskiwani możliwie najmniejszym kosztem i wykorzystywani efektywnie, a ich umiejętności mają być w pełni eksploatowane.
Model Michigan stosuje się do wszystkich pracowników, włączając w to zatrudnionych na część etatu oraz na czas określony. Polityka zarządzania zasobami ma na celu ścisłe wzajemne dopasowanie zasobów ludzkich oraz strategii przedsiębiorstwa. Zadaniem tej polityki jest zapewnienie realizacji strategicznych założeń firmy poprzez strukturalną reorganizację, odpowiedni system płac oraz zredukowanie liczby personelu.